# Café du Rhône
Le Café du Rhône, est un café-restaurant situé 23 quai Victor-Augagneur à Lyon en France.

## Protection
Le décor intérieur de boiseries et les céramiques peintes de différents lieux lyonnais (l'Île Barbe, la passerelle Saint-Georges, l'aqueduc du Gier, le pont de la Guillotière et le parc de la Tête d'Or) font l'objet d'une inscription au titre des monuments historiques depuis le 21 décembre 1984.
Depuis le 10 mars 2003, le café est labellisé « Patrimoine du XXe siècle ».